# Paul Michael Stiehler
Paul Michael Stiehler (* 1999) ist ein deutscher Schauspieler.

## Leben
Von 2018 bis 2021 studierte er Schauspiel an der Filmuniversität Babelsberg Konrad Wolf.
In der Tatort-Folge Zeit der Frösche (2018) spielte er die Rolle des Täters Max Linner.

## Filmografie
- 2017: Jammerlappen (Kurzfilm)
- 2017: Tatort: Zeit der Frösche (Fernsehreihe)
- 2018–2019: In aller Freundschaft (Fernsehserie, Nebenrolle)
- 2020: Nackte Tiere
- 2020: Sløborn (Fernsehserie, 5 Folgen)
- 2020: Auf dünnem Eis
- 2021: SOKO Potsdam (Fernsehserie, Folge Irina)
- 2023: Die Whistleblowerin

## Theaterrollen
- 2015: Das Glück hatte ich mir anders vorgestellt, Jugendclub des DT, Berlin, Regie: Y. Böhme, B. Lengers
- 2015–2017: Ich wuchs auf einem Schrottplatz auf, wo ich lernte ..., DT, Berlin, Regie: A. Behrens
- 2016: Nichts, Gruppenperformance im Rahmen des Performance-Wettbewerbs Unart
- 2017: Der Groschen fällt nicht, JTW, Spandau, Ensembleregie
- 2018: Klassenbuch, Jugendclub des DT, Berlin, Regie: K. Sagor